# Tokay

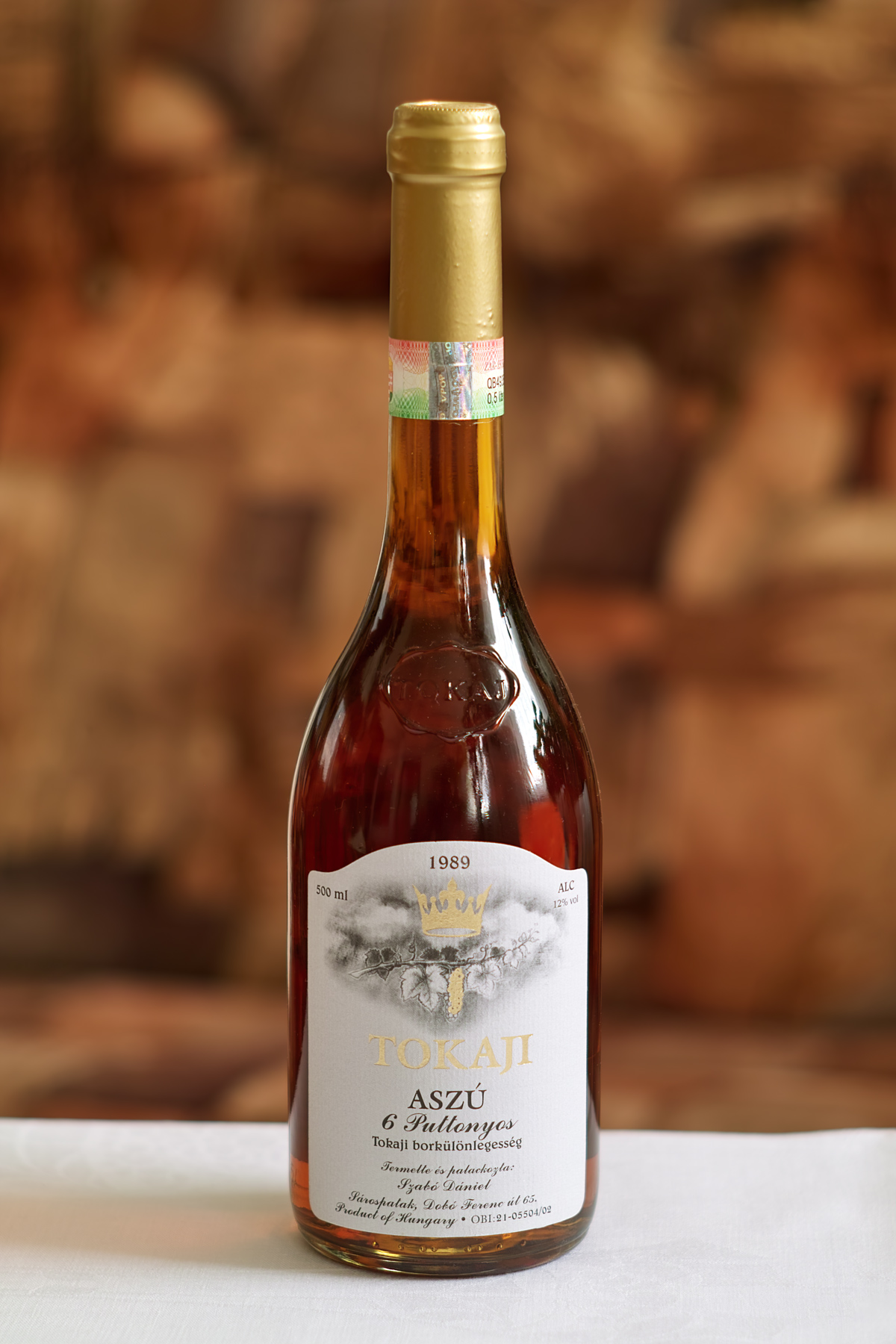
Một chai vang Tokay

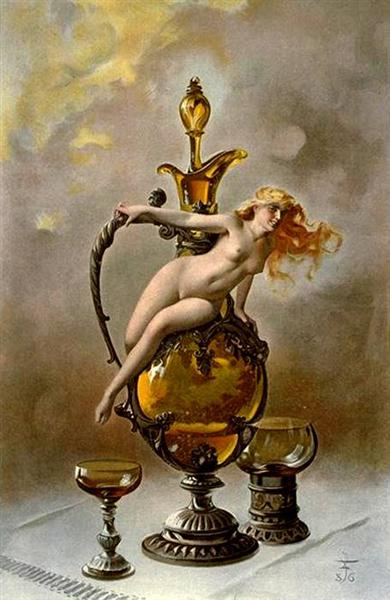
Họa phẩm Le vin de Tokai của Luis Ricardo Falero

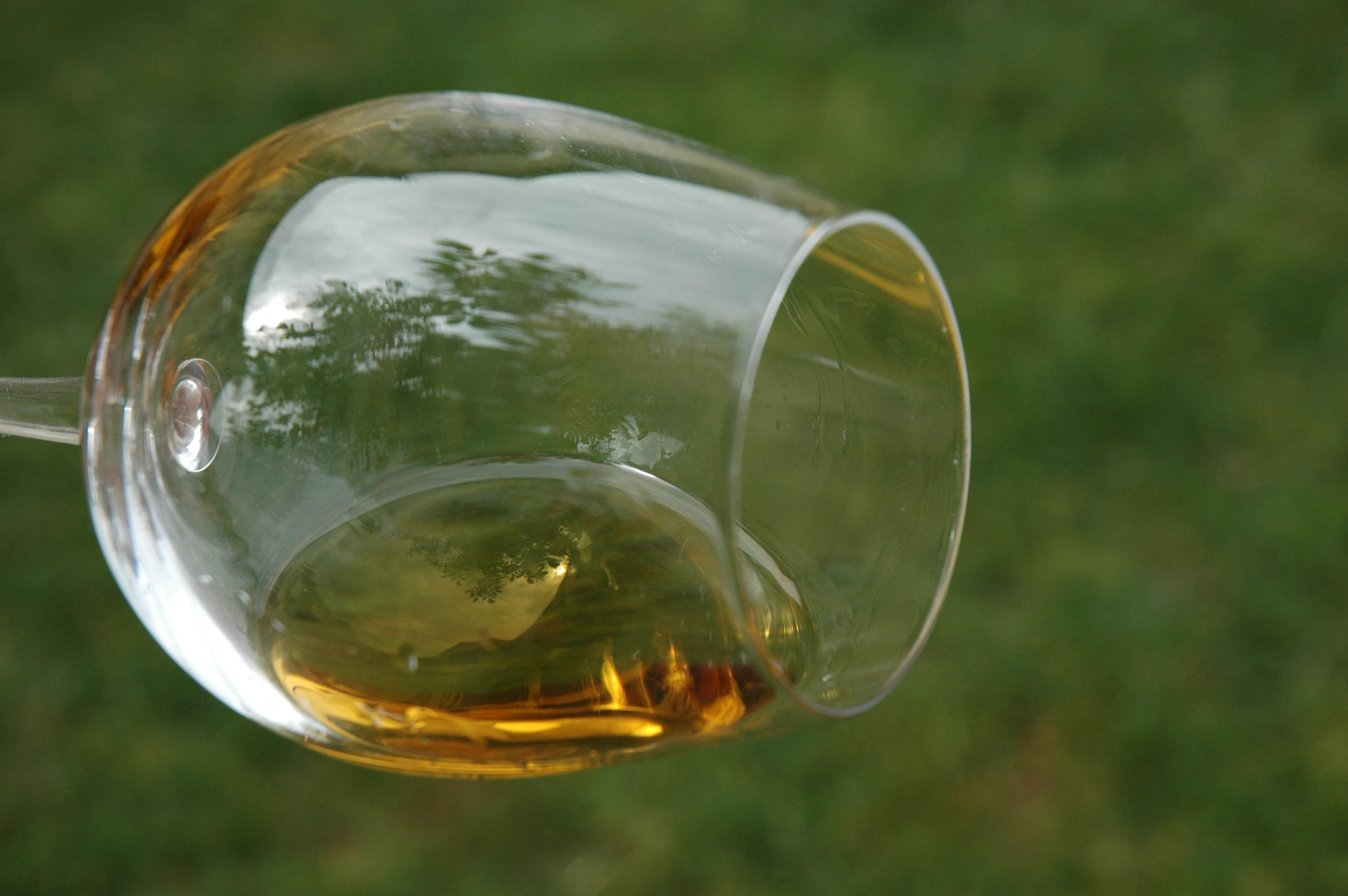
Một ly vang Tokay

Tokay hay Tokaji là tên của các loại rượu vang có xuất xứ từ vùng sản xuất rượu Tokaj (cũng là vùng rượu vang Tokaj-Hegyalja hoặc Tokaj-Hegyalja) ở Hungary hoặc vùng rượu vang Tokaj liền kề ở Slovakia. Khu vực này nổi tiếng với các loại rượu vang ngọt được làm từ những trái nho bị thối rữa vốn một phong cách rượu vang có lịch sử lâu đời ở khu vực này. "Mật hoa" đến từ nho Tokaj cũng được nhắc đến trong Quốc ca của Hungary. Vùng rượu vang Tokaj của Slovakia có thể sử dụng nhãn Tokajský (nghĩa là "của Tokaj" trong tiếng Slovak) nếu họ áp dụng quy định kiểm soát chất lượng của Hungary. Khu vực này từng là một phần của vùng Tokaj-Hegyalja lớn hơn trong Vương quốc Hungary, nhưng đã bị chia cắt giữa Hungary và Tiệp Khắc sau Hiệp ước Trianon. 
Vườn nho Furmint chiếm 60% diện tích và cho đến nay là loại nho quan trọng nhất trong sản xuất rượu vang Aszú. Hárslevelű là viết tắt của hơn 30% nồng độ. Tuy nhiên, một loạt ấn tượng các loại và phong cách rượu vang khác nhau được sản xuất trong khu vực từ rượu vang trắng khô đến Eszencia vốn là loại rượu ngọt nhất thế giới. Nho Furmint bắt đầu trưởng thành với lớp vỏ dày, nhưng khi chúng chín, lớp vỏ trở nên mỏng hơn và trong suốt, nho được thu hoạch, đôi khi vào cuối tháng 12 (và trong trường hợp của Eszencia thì đôi khi sẽ vào tháng 1). 
Trước năm 1918 (kết thúc Chiến tranh thế giới thứ nhất và sự sụp đổ của Đế quốc Áo-Hung) thì loại Eszencia Tokaji ngon nhất không được bán mà được dành cho các hầm rượu Hoàng gia của Chế độ quân chủ Habsburg. Vào giữa thế kỷ 18, những chai Eszencia Tokaji tốt nhất ban đầu do nhà Habsburgs nắm giữ được gọi là "Imperial Tokay". Các hộp rượu, thùng rượu và chai rượu loại này thường được giao đến các quốc vương châu Âu làm quà tặng. Vào năm 2008, một chai Imperial Tokay mang con dấu của hầm rượu của Vương quốc Sachsen được bán đấu giá tại Christie's với giá 1.955 bảng Anh.